# بلینگن (راینلاند-فالتس)
بلینگن (به آلمانی: Bellingen) یک شهر در آلمان است که در وستروالدکرایس واقع شده‌است.